# 고체델체프 (도시)
고체델체프(불가리아어: Гоце Делчев, Gotse Delchev)는 불가리아 남서부에 위치한 블라고에브그라드주의 도시로 인구는 19,721명(2010년 기준), 면적은 21.65km2, 인구 밀도는 910.9명/km2, 높이는 545m이다. 소피아(불가리아의 수도)에서 약 200km, 블라고에브그라드(블라고에브그라드 주의 주도)에서 97km 정도 떨어진 곳에 위치한다.
1951년 이전까지 네브로코프(불가리아어: Неврокоп, Nevrokop, 그리스어: Νευροκόπι, Nevrokopi 네프로코피[*], 튀르키예어: Nevrokop 레브로코프[*])라고 부르던 도시이며 기원후 2세기 로마 제국에 의해 건설된 성곽 도시 유적이 남아 있다. 도시 이름은 불가리아의 혁명가인 고체 델체프에서 유래된 이름이다.

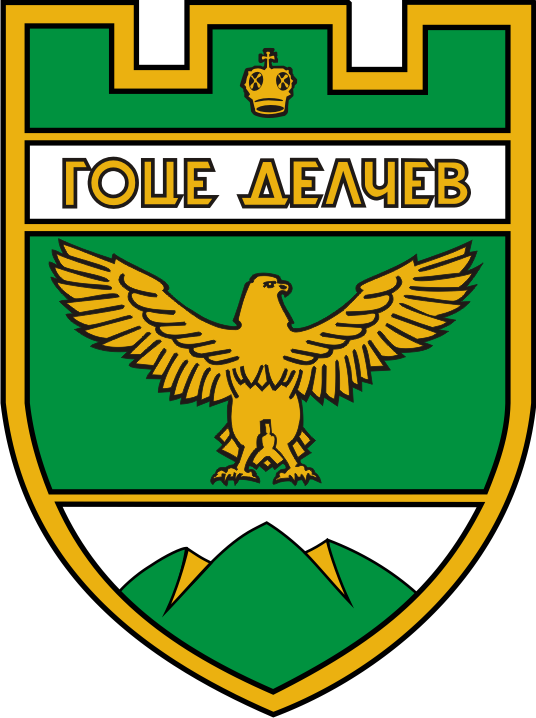
시 문장